# Batalla de Wilhelmsthal
La batalla de Wilhelmsthal, también conocida como la batalla de Wilhelmstadt, se libró el 24 de junio de 1762 durante la guerra de los Siete Años. Las fuerzas aliadas, compuestas por tropas británicas, prusianas, hanoverianas, de Brunswick y de Hesse, bajo el mando del duque de Brunswick, luchaban contra los franceses. Una vez más, los franceses amenazaron a Hannover, por lo que los aliados maniobraron alrededor de los franceses, rodearon la fuerza de invasión y los obligaron a retirarse. Fue la última gran acción que llevaron a cabo las fuerzas de Brunswick antes de que la Paz de París pusiera fin a la guerra.

## Antecedentes
Francia había hecho varios intentos de invadir Hannover desde 1757 con la esperanza de ocupar el Electorado y usarlo como una base de negociación para el intercambio de las colonias francesas capturadas por los británicos. El ejército aliado, bajo el mando del duque de Brunswick, les había impedido tomar Hannover, y en 1762, conscientes de que la guerra probablemente llegaría a su fin, los franceses habían decidido hacer un último intento para tratar de derrotar a Brunswick y ocupar Hannover.

## La batalla
Fernando de Brunswick había avanzado y flanqueado a los franceses en ambos flancos, casi cercándolos. Un ataque al centro francés en poder de Stainville fue particularmente efectivo, con una columna atacando su frente, otra golpeando la retaguardia, infligiendo unas 900 bajas y obligando a 2.700 a rendirse.

## Consecuencias
El resultado fue la victoria de las fuerzas aliadas. Terminó las últimas esperanzas francesas de invadir y ocupar Hannover antes del armisticio, y el Tratado de París que puso fin a la guerra. Las fuerzas anglo-alemanas avanzaron y capturaron Kassel en noviembre, pero para entonces ya se habían firmado los preparativos de la paz.